# Jacqueline Ciffréo
Jacqueline Ciffréo, née à Nice le 26 décembre 1933, est une astronome française.

## Biographie
Elle fait ses études au lycée Albert-Calmette puis après le bac, 3 ans à l'École des arts décoratifs de Nice, section sculpture. 
Elle rencontre Jean-Paul Zahn directeur de l'Observatoire de Nice en 1976. C'est le début de sa carrière en astronomie avec des dessins de Jupiter à partir d'observation sur la grande lunette de l'Observatoire. Ensuite, elle rencontre avec Jean-Louis Heudier qui l'engage pour travailler au CERGA à Caussols sur le télescope de Schmidt.

## Découvertes
Elle a découvert l'astéroïde de la ceinture principale (136580) 1984 WL le 27 novembre 1984 à Caussols puis la comète 108P/Ciffréo au même endroit le 8 novembre 1985.